# Szirinszoh Szohtemur
Szirinszoh Szohtemur (tadż. Шириншоҳ Шоҳтемур; ros. Шириншо Шотемор, Szyrinszo Szotemor; ur. w 1899, zm. 27 października 1937) – radziecki i tadżycki polityk, przewodniczący Centralnego Komitetu Wykonawczego Tadżyckiej SRR (od 1933 roku) i jeden z przewodniczących Centralnego Komitetu Wykonawczego Rad Związku Radzieckiego. Bohater Tadżykistanu (pośmiertnie).
Urodzony w biednej rodzinie chłopskiej, został robotnikiem już w wieku 13 lat. Skończył średnią szkołę pedagogiczną, potem studiował na Komunistycznym Uniwersytecie Pracujących Wschodu. Był jednym z inicjatorów utworzenia Tadżyckiej SRR. Aresztowany w 1937 roku, następnie rozstrzelany.

## Odznaczenia
- Bohater Tadżykistanu
- Order Czerwonego Sztandaru Pracy

i wiele innych.